# Embolisatie
Dit overzicht is mogelijk incompleet; u kunt helpen door het uit te breiden.
Embolisatie is het afsluiten van een bloedvat door toediening van een bepaald middel teneinde de doorbloeding van een bloedvat of meerdere bloedvaten te blokkeren, dan wel een bloedend vat of een arterioveneuze fistel te sluiten.
Embolisatie kan worden toegepast voor uiteenlopende indicaties in een groot aantal organen. De procedure wordt meestal uitgevoerd door een interventieradioloog of -chirurg. Vanwege het vaak onomkeerbare effect van vaatafsluiting en de bijbehorende necrose of weefselschade, is het belangrijk dat de procedure alleen wordt uitgevoerd door artsen die ervaren zijn op dit gebied. Dit geldt met name voor embolisatie van structuren in het brein (neuro-interventieradiologie).
Radio-embolisatie en chemo-embolisatie zijn vormen van embolisatie die worden gebruikt voor de behandeling van tumoren.